# Prorhinia pallidaria
Prorhinia pallidaria är en fjärilsart som beskrevs av Moore 1881. Prorhinia pallidaria ingår i släktet Prorhinia och familjen mätare. Inga underarter finns listade i Catalogue of Life.